# Сабольч

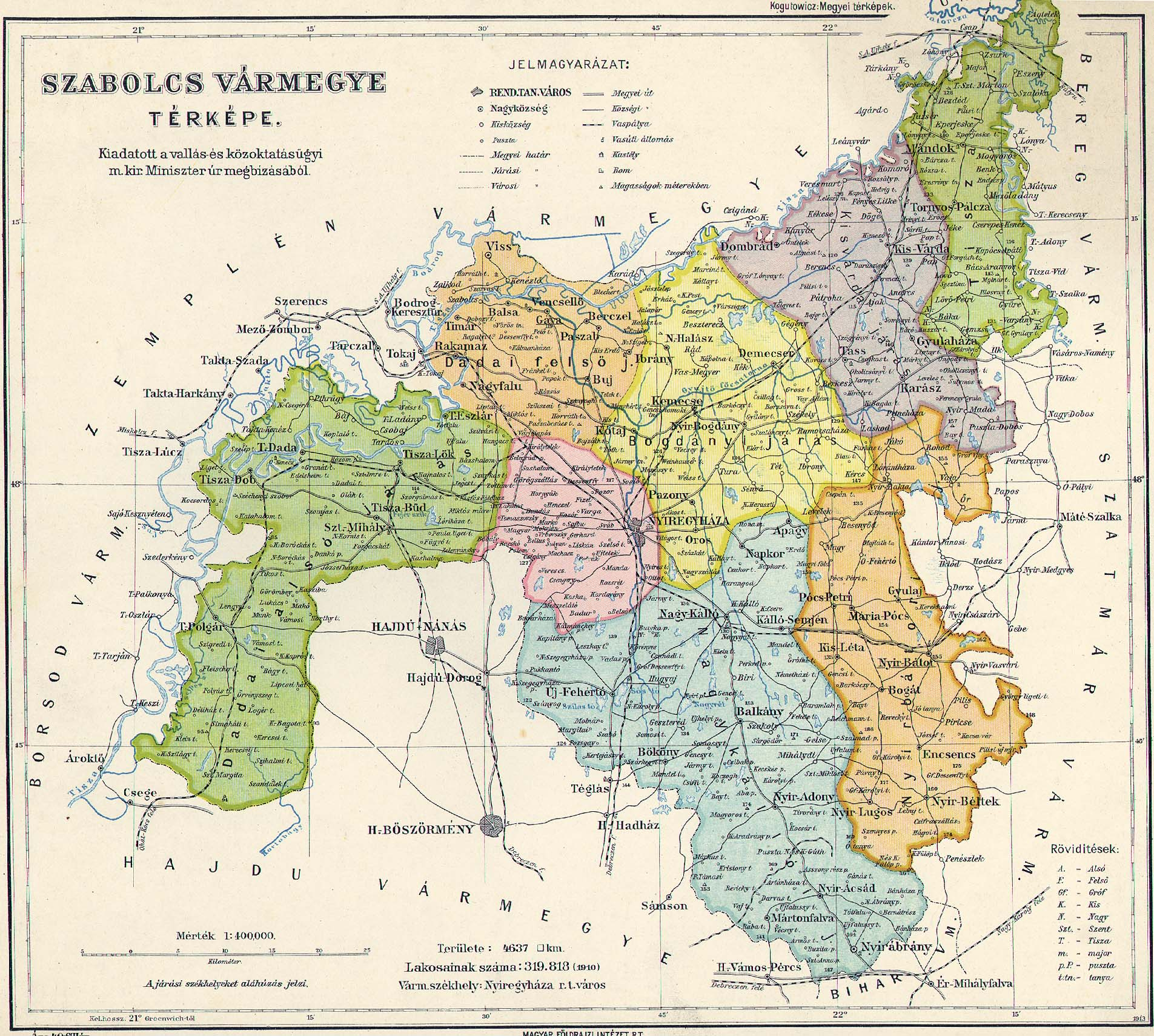
Мапа повітів (járás) комітата Сабольч

Сабольч, Саболцький коміт́ат (угор. Szabolcs vármegye, — історичний комітат в північно-східній частині Угорського королівства.
Столиця жупи була Ньїредьгаза .

## Географія
Сабольч був розташований на лівому березі Тиси. Він межував з комітатами: Земплін та Унґ на півночі, Береґ та Сатмар — на сході, Біхар, Гайду та Боршод на півдні. В наш час більша частина комітату належить Угорщині, менша — територія комітату в повіті Тиса, північніше сучасного міста Мандок, в районі навколо Чопа належить Україні.

## Історія
Сабольч є одним з найстаріших округів Королівства Угорщини. Після Першої світової війни, він був об'єднаний з дуже невеликою частиною колишнього Унґ округу для формування округу Саболч-Унг зі столицею в Ньїредьгазі . В 1919 села Есень (Eszeny), Соловка(Szalóka) і Тисаагтелек (Tisaahtelek) в районі Чопа були передані Чехословаччині . Ці села були загарбані Угорщиною в часи Горті в 1938 і повернуті в 1944 році, але були передані Радянському Союзу в 1945 році. Тепер вони є частиною України після 1991 року. Після Другої світової війни, округ об'єднано з угорськими частинами округів Сатмар і Береґом для формування Саболч-Сатмар-Береґ медьє. Деякі частини Сабольч округу (поблизу Полгару на північний схід від Дебрецена) зараз знаходяться в Гайду-Бігар округу.

## Населення

### 1880 рік
У 1880 році в комітаті було 214,008 чоловік населення і складалося з наступних мовних спільнот:

- Угорці: 186,529 (87,16%)
- Словаки: 13,087 (6,12%)
- Німці: 1,781 (0,83%)
- Русини: 1,698 (0,79%)
- Румуни: 1,665 (0,78%)
- Хорвати: 192 (0.1%)
- Серби: 7 (0,00%)
- Інші або невідомо: 9,241 (4,32%)

За даними перепису 1880 року, комітат складався з наступних релігійних громад:
Релігійні громади:
- Кальвіністи: 84,674 (39,57%)
- Католики: 54,920 (25,66%)
- Греко-католики: 39,829 (18,61%)
- Євреї: 20,119 (9,40%)
- Лютерани: 14,055 (6,57%)
- Православні: 346 (0,16%)
- Унітарії: 7 (0,00%)
- Інші або невідомо: 58 (0,03%)

### 1900 рік
Населення Саболцького комітату в 1900 нараховувало 288,672 тис. осіб і складалося з таких мовних спільнот
:
- Угорці: 285,023 (98,7%)
- Словаки: 2066 (0,7%)
- Німці: 796 (0,3%)
- Русини: 156 (0,1%)
- Румуни: 73 (0,0%)
- Хорвати: 14 (0,0%)
- Серби: 8 (0,0%)
- Інші або невідомо: 53 (0,2%)

За даними перепису 1900 року, комітат складався з наступних релігійних громад:
Релігійні громади:
- Кальвіністи: 110,942 (38,4%)
- Католики: 80,509 (27,9%)
- Греко-католики: 56,515 (19,6%)
- Євреї: 23,277 (8,1%)
- Лютерани: 17,239 (6,0%)
- Православні: 128 (0,0%)
- Унітарії: 9 (0,00%)
- Інші або невідомо: 53 (0,03%)

### 1910 рік
Населення комітата Сабольч в 1910 році нараховувало 319,818 тис. осіб і складалося з таких мовних спільнот:
- Угорці: 316,765 (99,0%)
- Словаки: 1,117 (0,3%)
- Німці: 868 (0,3%)
- Румуни: 212 (0,1%)
- Русини: 194 (0,1%)
- Хорвати: 15 (0,0%)
- Серби: 7 (0,0%)
- Інші або невідомо: 640 (0,2%)

За даними перепису 1910 року, комітат складався з наступних релігійних громад:
Релігійні громади:
- Кальвіністи: 121,396 (38,0%)
- Католики: 90,560 (28,3%)
- Греко-католики: 63,353 (19,8%)
- Євреї: 25,316 (7,9%)
- Лютерани: 18,924 (5,9%)
- Православні: 164 (0,1%)
- Унітарії: 12 (0,00%)
- Інші або невідомо: 93 (0,03%)

## Адміністративний поділ

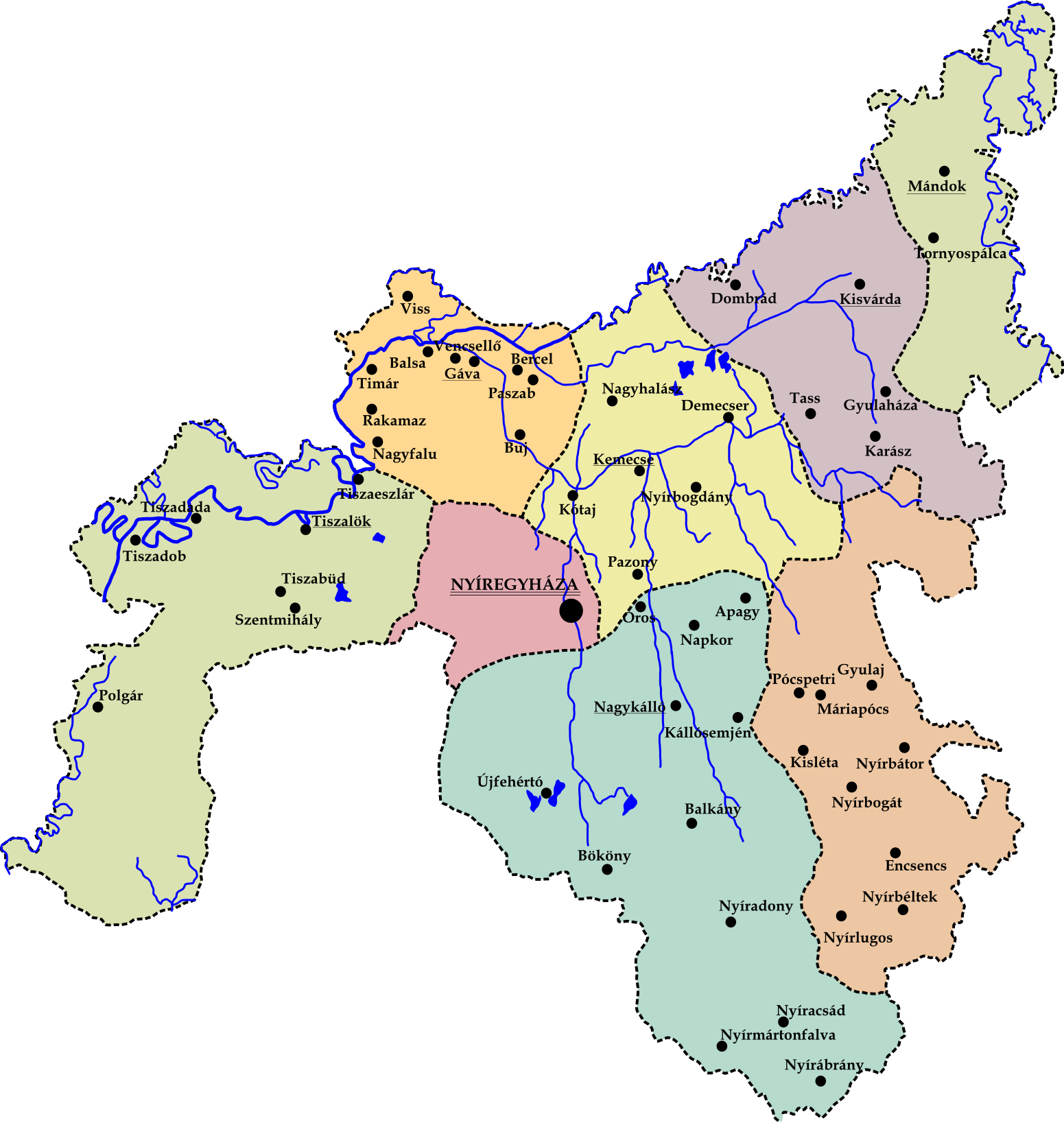
Адміністративний поділ комітата Сабольч

На початку XX століття, Сабольч ділився на такі округи:
| Повіти (járás)                          | Повіти (járás) |
| Повіт                                   | Адм. центр     |
| --------------------------------------- | -------------- |
| Dada alsó                               | Тісальок       |
| Dada felső                              | Гава           |
| Kisvárda                                | Кішварда       |
| Ligetalja                               | Ньїраксад      |
| Nagykálló                               | Надькалло      |
| Nyírbakta                               | Ньїрбакта      |
| Nyírbátor                               | Ньїрбатор      |
| Nyírbogdány                             | Кемече         |
| Tisza                                   | Мандок         |
| Міський округ (rendezett tanácsú város) |                |
| Ньїредьгаза                             |                |